# さくらゆめ
さくら ゆめ（1988年4月16日 - ）は、日本のAV女優。

## 略歴・人物
2008年にデビューしたロリ系のAV女優である。
現在は引退しているとみられる。

## 出演作品

### アダルトビデオ
2008年
- 強制飼育（4月4日、SODクリエイト）
- 女子中●生雑誌モデル 撮影ら致奴隷 ゆめ #0806（6月1日、ワンズファクトリー）
- 不動産屋の美少女（7月1日、グラフィス）
- じゅーだいいえで体験記 101 中出し美少女 ユメちゃん（7月2日、プレステージ）
- せいらとさくら（7月13日、無垢）共演:鳴海せいら
- HIGH SOCKS SCHOOL GIRL 3（7月11日、笠倉出版社）他出演:本上花梨、翔乃まゆ
- R-18 ゆめ（8月1日、チーム川崎）
- 和服京美人凌辱 前編（8月8日、凌辱研究所）共演:名倉梨紗
- 和服京美人凌辱 後編（8月8日、凌辱研究所）共演:名倉梨紗
- 強制レイプマニアックス 16（8月15日、メディアバンク）他出演:蜜井とわ、香椎杏子、花野心、堀越香奈、飯島くらら
- ふたなりレズ 16（8月15日、イマージュ）他出演:ミカ
- LOLLIPOP 13（11月10日、ラストラス）他出演:ゆめのみみ、五十嵐こころ

2009年
- FETISH&EROTIC レオタード白タイツ（2月27日、メディアステーション）他出演:南まりん、翔乃まゆ